# Державний цільовий фонд
Державний цільовий фонд — форма перерозподілу та дієвого використання фінансових ресурсів, залучених державою для фінансування найважливіших суспільних потреб із визначених джерел, які мають вагомі цільові призначення.

## Основні напрямки
Державні цільові фонди можуть утворюватися шляхом:
- відокремлення із державного бюджету окремих видатків, що мають велике значення;
- формуванням спеціальних фондів із самостійними джерелами доходів.

Джерелом державних цільових фондів завжди є національний дохід країни, а мобілізація коштів здійснюється через:
- спеціальні збори (зокрема, обов'язкові);
- добровільні внески та пожертвування;
- позики;
- кредити;
- направлення коштів із бюджету.

Залежно від рівня, на якому утворюються фонди, вони можуть бути:
- державними;
- місцевими.

Залежно від напрямків використання, існують, зокрема, фонди:
- економічні;
- соціальні;
- науково-дослідні;
- страхові;
- міждержавні.

## Визначення в Україні
Цільовими фондами є фонди коштів, утворених як в рамках так і поза державним бюджетом і місцевими бюджетами та призначені для реалізації конституційних прав громадян на пенсійне забезпечення, соціальне страхування, соціальне забезпечення у випадку безробіття, охорону здоров'я та медичну допомогу.[джерело?]
Усі цільові державні фонди діють на підставі відповідних законодавчих актів України.

## Державні цільові фонди України
- Державний інформаційний геологічний фонд України
- Державний картографо-геодезичний фонд України
- Державний фонд винаходів України
- Державний фонд дорогоцінних металів і дорогоцінного каміння України
- Державний фонд сприяння молодіжному житловому будівництву
- Державний фонд фундаментальних досліджень
- ДСБУ Аграрний фонд України
- Пенсійний фонд України
- Український культурний фонд
- Український мовно-інформаційний фонд
- Фонд гарантування вкладів фізичних осіб
- Фонд державного майна України
- Фонд соціального страхування України
- Фонд сприяння зайнятості населення України
- Державний інноваційний фонд України
- Фонд соціального захисту інвалідів
- Фонд охорони навколишнього природного середовища
- Державний дорожній фонд
- Фонд сприяння місцевому самоврядуванню в Україні[1]
- Фонд охорони праці
- Фонд розвитку та захисту конкуренції
- Фонд підтримки селянських (фермерських) господарств

## Законодавчі акти
- [Архівовано 23 вересня 2017 у Wayback Machine.] Закон України «Про державні цільові програми» на Сайті Верховної Ради України